# Opern Passagen

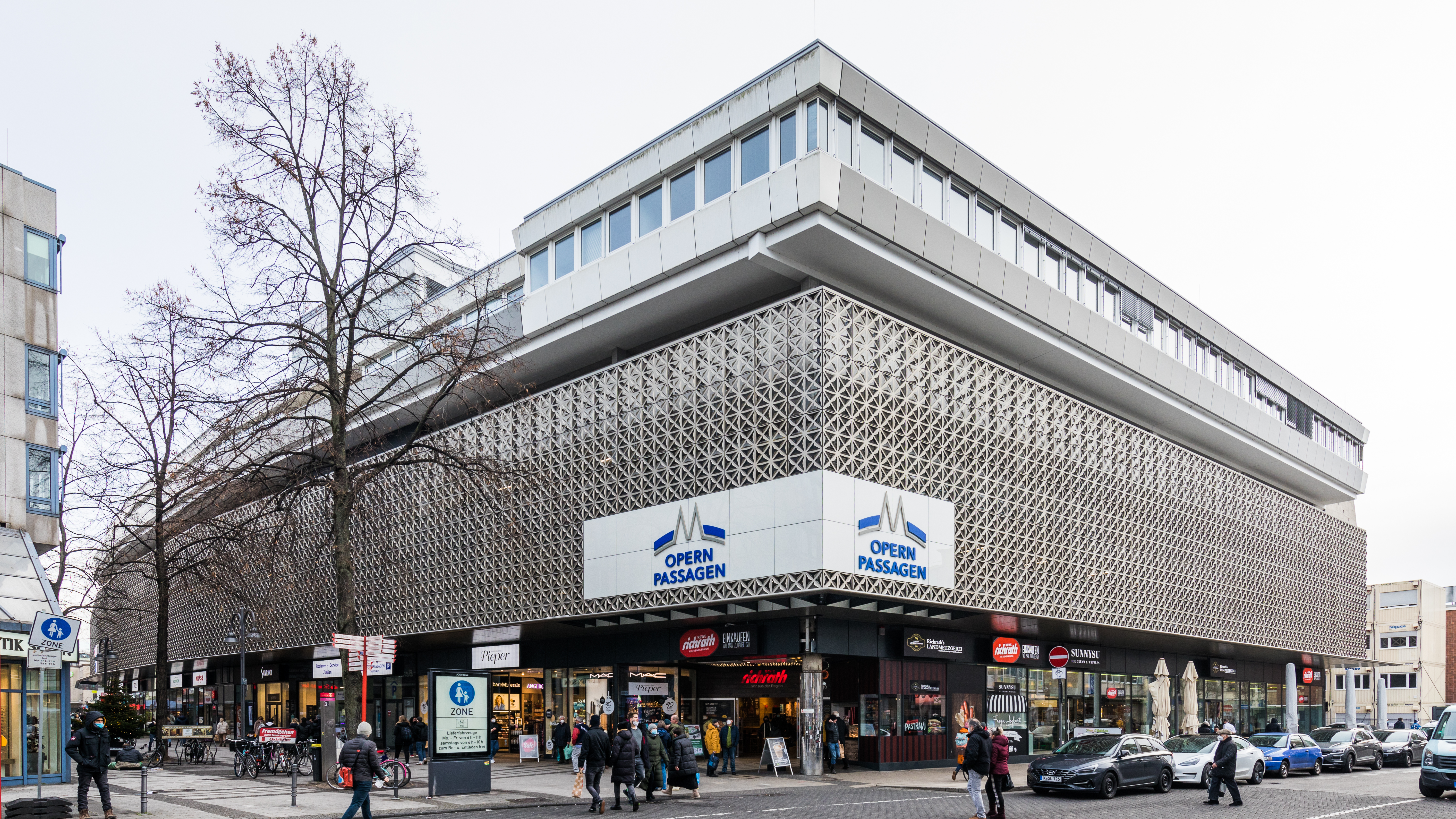
Opern Passagen, nach Sanierung (2020)

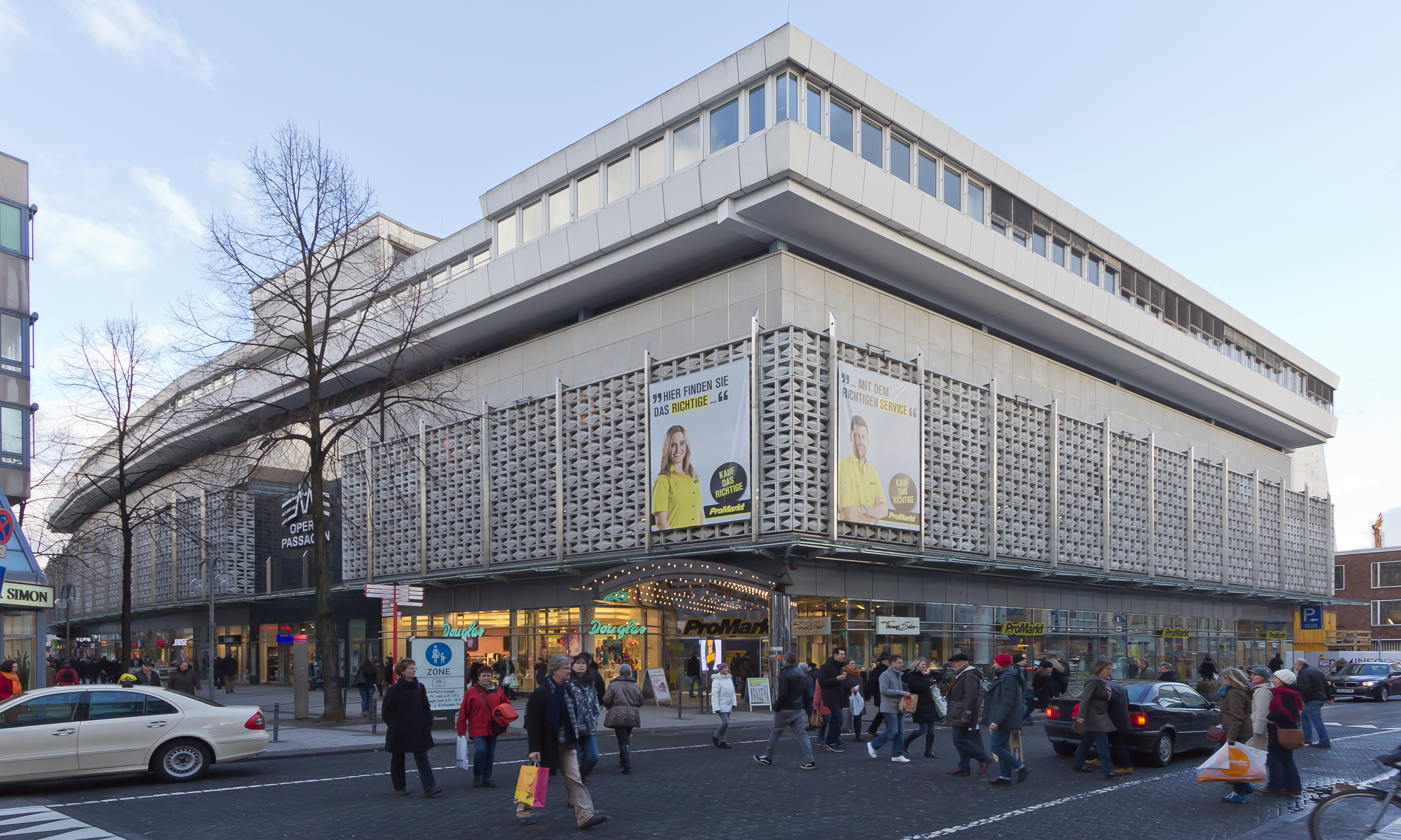
Opern Passagen, 2013

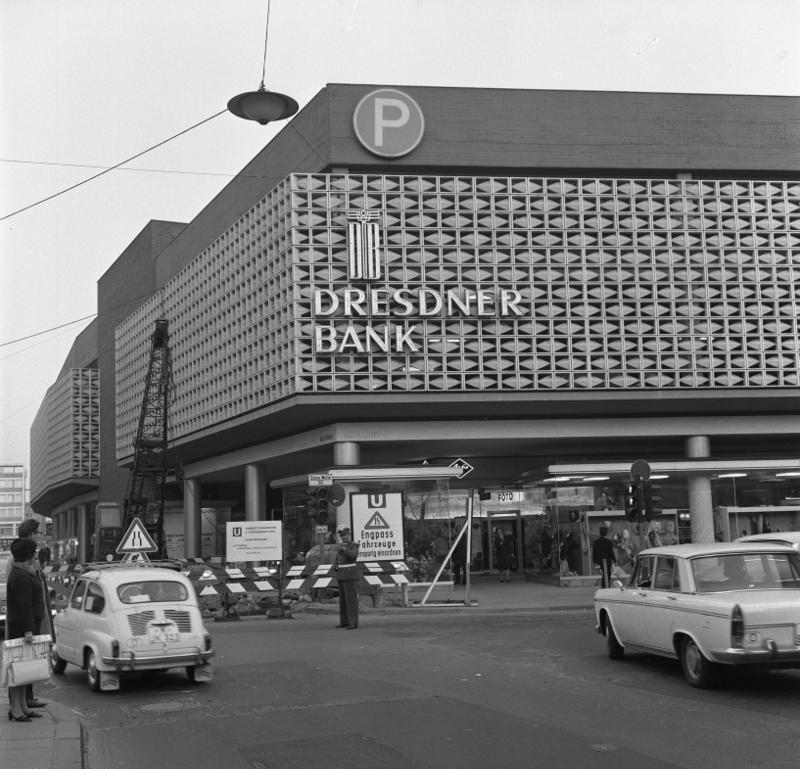
„Schweizer Ladenstadt“ (Oktober 1965)

Die Opern Passagen sind eine 1964 fertiggestellte Ladenpassage in Köln-Altstadt-Nord, die zunächst „Schweizer Ladenstadt“ und danach „Kölner Ladenstadt“ hieß.

## Entstehungsgeschichte
Baubeginn war im Frühjahr 1961 auf einem 6900 m² großen Trümmergrundstück der Firma 4711. Architekt des „horizontal geschichteten Stadtelements“ war der Hausarchitekt von 4711, Wilhelm Koep. Geplant war ein von Passagen durchzogenes Geschäftszentrum mit Hochgarage. Die Baukosten beliefen sich auf 30 Millionen Mark. Am 17. Oktober 1964 wurde die mit außen sichtbarer Wabenfassade ausgestattete – zunächst „Schweizer Ladenstadt“ genannte – Passage eröffnet. Die geschichtete Kombination von Geschäftshaus, Passage und Parkhaus sollte nach der Festrede von Kölns Oberbürgermeister Theo Burauen die „Innenstadt attraktiv und lebendig machen und dem Trend entgegenwirken, große Einkaufszentren am Stadtrand zu bauen.“ Auf der 32.000 m² großen Nutzfläche waren ursprünglich 69 Einzelhandelsgeschäfte, eine Bank und eine Tankstelle untergebracht. Das Parkhaus besaß 600 Stellplätze. Mit eingeplant wurde beim Bau das Theater am Dom mit 376 Plätzen, wo am 29. Oktober 1964 mit Peter Ustinovs Komödie Endspurt begonnen wurde. Bei ihrer Eröffnung war die Ladenstadt die erste Einkaufspassage Deutschlands.
Sie stellte sich jedoch schon bald als Fehlplanung heraus, da durch den voranschreitenden Bau der Nord-Süd-Fahrt die Breite Straße durchtrennt wurde und deshalb deutlich an Attraktivität verlor.
Der Gebäudekomplex wurde in den Jahren 1980 bis 1982 mit einer Stahlkonstruktion um zwei Bürogeschosse aufgestockt. Seitdem hieß die Galerie „Kölner Ladenstadt“.
Von Oktober 1982 bis in die 1990er-Jahre befand sich im Untergeschoss der Ladenstadt das „Bierdorf Colon“, in dem Gäste 17 Restaurations- und Schankbetriebe und eine Diskothek namens „Chari Vari“ vorfanden. Der direkte Zugang zur U-Bahn-Haltestelle Appellhofplatz wurde zugemauert, nachdem es zu Beschwerden über das Verhalten von Besuchern kam. 1991 wurde das Bierdorf durch einen Brand zerstört und anschließend wiederaufgebaut, allerdings nach kurzer Zeit endgültig geschlossen. 1996 wurde die ebenfalls nur kurzlebige Diskothek „Lulu“ eröffnet, anschließend wurde das Untergeschoss durch einen lokalen Klavierproduzenten für Konzerte genutzt. Seit 2014 befindet sich eine Rewe-Filiale im Untergeschoss der heutigen Opern Passagen.

## Ursprüngliche Rechtsverhältnisse
Das Areal der Ladenstadt wurde grundbuchlich von der Fläche des 4711-Hauses getrennt. Betreiber der Ladenstadt war die am 17. August 1961 gegründete „Ladenstadt in Köln AG“, Zürich, deren Aktien mehrheitlich der IBZ Finanz AG gehörten. Inhaber dieser Gesellschaft war der Zürcher Bauunternehmer Werner Fuchs. Der Grundstückseigentümer 4711 vergab an den Betreiber ein Erbbaurecht über die Nutzung des Grundstücks, begrenzt auf 50 Jahre. Finanziert wurden die Baukosten unter anderem mit einer Baufinanzierung von 10 Millionen Mark durch drei Kölner Hypothekenbanken. Konsortialführer war die Westdeutsche Bodenkreditanstalt. Am 25. Oktober 1965 wurde über die IBZ, am 5. November 1965 über die Kommanditgesellschaft W. Fuchs & Co. und am 13. Mai 1966 über die Ladenstadt in Köln AG der Konkurs eröffnet. Konkursgründe der Ladenstadt waren einerseits Fehlkalkulationen und falsche Standortwahl abseits der Einkaufszentren Hohe Straße und Schildergasse, andererseits auch die Probleme im Gesellschafterkreis. Die Ladenstadt in Köln AG ging am 14. April 1966 in die Zwangsversteigerung. Das Land Nordrhein-Westfalen ersteigerte das Gebäude für 11 Millionen Mark zwecks Rettung einer Landesbürgschaft zu Gunsten der drei Hypothekenbanken. Zum Zwecke der anschließenden außergerichtlichen Zwangsverwaltung wurde die „Kölner Ladenstadt Verwaltungs GmbH“ gegründet, die im Auftrage des Landes von der WestLB überwacht wurde.

## Heutige Situation

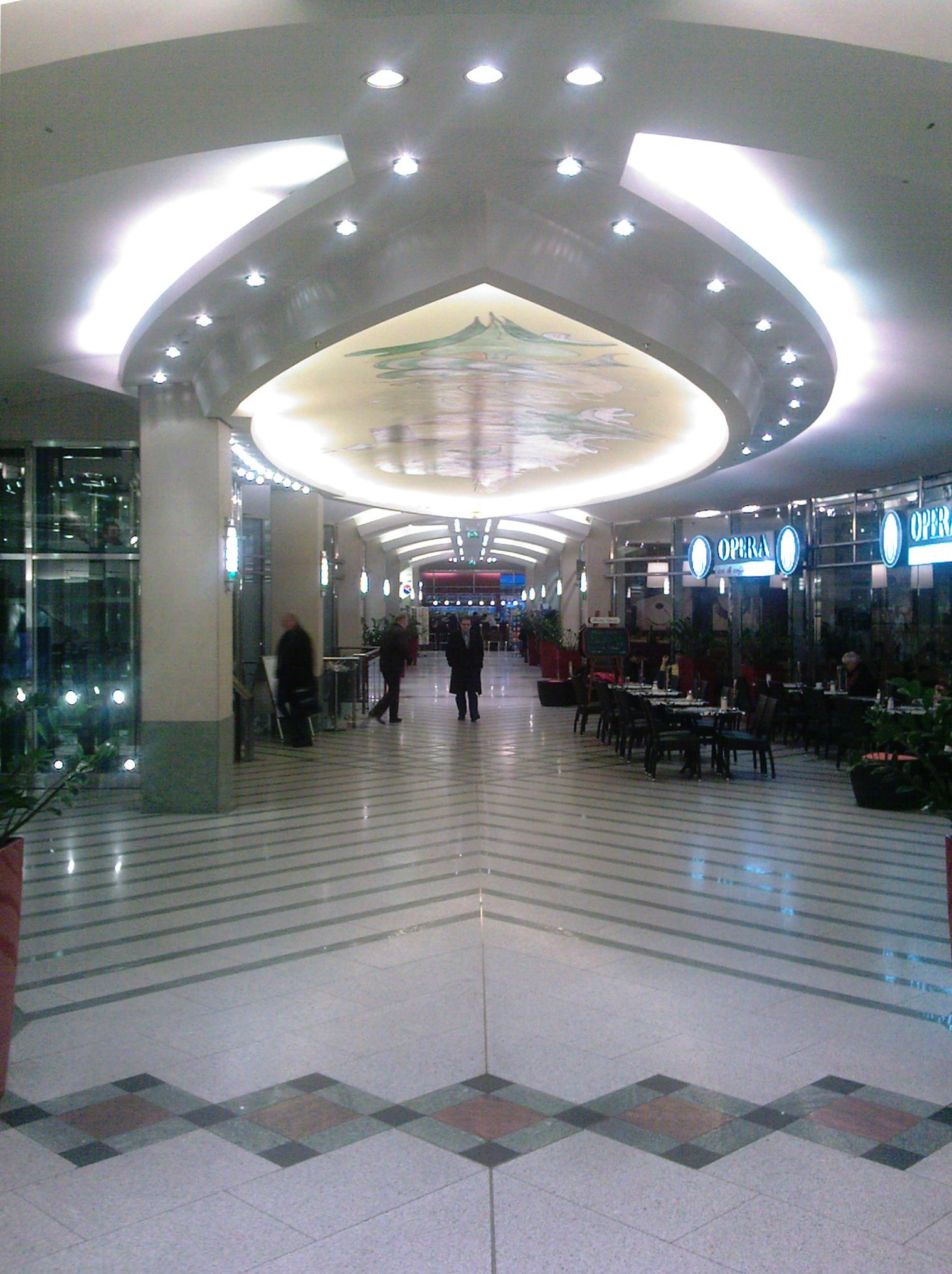
„Opern Passagen“ (Februar 2010)

Nach zwischenzeitlichen Eigentumswechseln wurde nunmehr im Januar 1999 der Architekt Walter Brune neuer Eigentümer, der die Ladenstadt im Oktober 2002 in „Opern Passagen“ umbenannte. Zuvor führte er zwischen Oktober 2001 und Dezember 2002 eine Generalsanierung durch, außerdem erweiterte er das Gebäude um eine Einkaufsgalerie. Die Nutzfläche verringerte sich dadurch jedoch auf rund 21.000 m². Brune verkaufte die Passage wiederum im Juli 2006 an ein Joint Venture, bestehend aus der US-Investmentbank Merrill Lynch (88 %) und der ECE Projektmanagement (12 %). Der bisherige Eigentümer (ECE und Blackstone Group) verkaufte das Objekt wiederum im September 2012 zum Kaufpreis von rund 78 Millionen Euro an einen – ungenannten – Schweizer Privatinvestor. Diese Transaktion war im Jahre 2012 die volumensmäßig bedeutendste auf dem Kölner Immobilienmarkt. Dadurch gelangte die Ladenpassage zurück in Schweizer Besitz, wie es bei ihrer Einweihung bereits der Fall war. Am 1. Januar 2013 übernahm die Opernpassagen GmbH & Co. KG die Betreiberfunktion über nunmehr 21 Geschäfte und das Theater sowie neue Gastronomiekonzepte.

## Lage
Offizielle Adresse ist Schwertnergasse 1, 50667 Köln. Die Opern Passagen liegen zwischen der namensgebenden Oper Köln und der Breite Straße und sind über die dort vorhandene Fußgängerzone erreichbar. Schräg gegenüber befinden sich der WDR mit den WDR Arkaden und das DuMont Carré im Einkaufszentrum Kölns. Im Untergeschoss befindet sich ein Durchgang zum U-Bahnhof Appellhofplatz und dem schräg gegenüber liegenden DuMont Carré.
Der überdachte Übergang über die Glockengasse direkt zur Oper wurde im August 2012 im Zuge der Sanierung von Oper und Schauspiel abgerissen.